# 李士登
李士登（1553年—1628年），字聯之，號瀛屿、瀛陽，道號溟屿，河南河南府洛陽縣人，明朝政治人物。

## 生平
原籍陕西咸宁，先祖客商于洛阳，遂定居。父李雲，母張氏，生三子：李士名、李士登、李士其。
李士登于隆庆元年丁卯（1567年）考取入府庠，萬曆元年癸酉副榜中秀才，萬曆七年（1579年）中己卯科河南鄉試舉人，萬曆八年（1580年）聯捷庚辰科第三甲第一百三十九名進士。户部觀政，初授陵川县知县。十年改任归德府学教授，丁父忧。服阕，十四年起补顺天府学教授，又丁母忧去职。服除，十八年复补顺天府学教授，本年升國子监助教，有学生顾起元、朱之蕃二人，后为名臣。二十年升监丞，二十一年升户部主事，二十四年差易州管仓，二十五年升员外郎、郎中。萬曆二十六年（1598年）出任山東東昌府知府，期间发生临清民变，三年考績，萬曆三十年留升山东兖東道兵备副使，再升兖東道参政，三十三年改廣西蒼梧道右参政兼佥事，万历三十六年（1608年）挂冠辞官。

## 事跡
萬曆間，稅監四處。有天津稅監馬堂，兼轄臨清，為官貪暴，激起民變。神宗命抓捕帶頭之人，有王朝佐挺身而出，慷慨赴死。時任東昌知府的李士登撫恤其母親、妻子。
與前任知府王命爵同修萬曆《東昌府志》。

## 其他
明末清初小说《醒世姻缘传》以李士登为原型，创作出“李纯治”这一人物，对其推崇备至。

## 家族
曾祖父李方；祖父李惠；父親李雲，曾任壽官。母張氏。